# 安倍清成
安倍 清成（あべ の きよなり）は、奈良時代の貴族。氏は阿倍、名は浄成とも記される。従四位下・阿倍安麻呂の孫で、従五位下・阿倍豊継の子とする系図がある。官位は正五位上・員外右中弁。

## 経歴
天平宝字8年（764年）藤原仲麻呂の乱終結後に行われた叙位にて従五位下に叙爵。称徳朝では鋳銭長官・右中弁・造宮大輔といった京官を歴任し、神護景雲2年（768年）鋳銭長官として公務に精励していることを賞せられて、次官・多治比乙安とともに昇叙され、清成は従五位上に叙せられている。
宝亀元年（770年）光仁天皇の即位に伴って正五位下・員外右中弁に叙任され、宝亀3年（772年）美作守を兼ねた。

## 官歴
『続日本紀』による。
- 時期不詳：正六位上
- 天平宝字8年（764年） 10月7日：従五位下
- 時期不詳：鋳銭長官
- 神護景雲2年（768年） 5月21日：従五位上
- 時期不詳：右中弁
- 神護景雲3年（769年） 3月10日：兼田原鋳銭長官。8月19日：造宮大輔
- 神護景雲4年（770年） 8月4日：作山陵司（称徳天皇崩御）。10月1日：正五位下。10月23日：員外右中弁
- 時期不詳：正五位上
- 宝亀3年（772年） 4月20日：兼美作守